# Ramułtowice

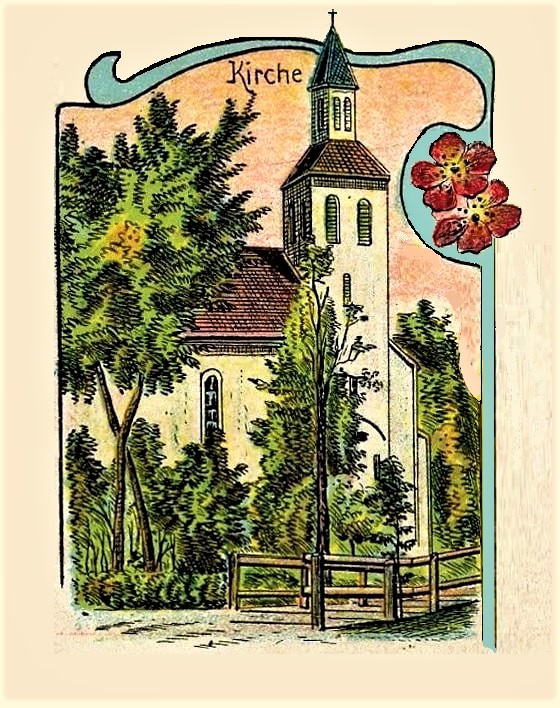
Kościół w Ramułtowicach (1900)

Ramułtowice – wieś w Polsce położona w województwie dolnośląskim, w powiecie średzkim, w gminie Kostomłoty.

## Podział administracyjny
W latach 1975–1998 miejscowość administracyjnie należała do województwa wrocławskiego.

## Historia
Do 1939 roku wieś nosiła nazwę Illnisch-Romolkwitz, którą zmieniono na Ramfeld. Obecnie nosi nazwę Ramułtowice, a Ilnica (dawna Illnisch) jest przysiółkiem, czyli częścią tej wsi. Przed wojną mieszkała tu jedna z linii rodu potentatów przemysłowych Henckel von Donnersmarck. W czasie II wojny światowej w pałacu w tej wsi mieściła się jedna z największych składnic archiwalno-bibliotecznych.

## Współczesność
W Ramułtowicach jest remiza Ochotniczej Straży Pożarnej, przekształcona ostatnio na świetlicę wiejską. Można tam dojechać liniami nr 529 i 547 Polbus PKS oraz linią nr 549 Sevibus. Na terenie wsi znajdują się trzy przystanki autobusowe.

## Zabytki

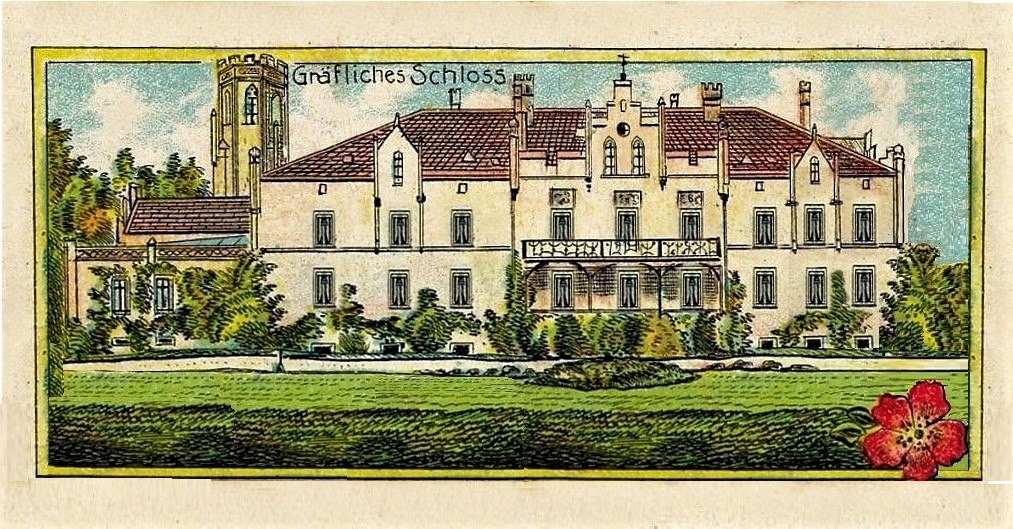
Pałac w Ramułtowicach

Do wojewódzkiego rejestru zabytków wpisane są:
- park pałacowy (I), z lat 1820-1850
- park (II) z lat 1870-1880 w Ilnicy[5]
- kapliczka

inne zabytki
- piętrowy neogotycki pałac w Ramułtowicach wybudowany w 1865  na zamówienie Lazarza IV hr. von Henckel und Donnersmarck; zaprojektowany przez Carla Lüdecke. Zniszczony  w latach 60. XX w.[6]
- kościół pw. św. Anny.
- cmentarz,
- kaplica
- zespół dworsko-parkowy Ramułtowice Górne z folwarkiem:
  - dwór – obecnie dom mieszkalny i duszpasterstwo (nr 34), piętrowy późnoklasycystyczny dwór zbudowany na planie prostokąta, kryty dachem naczółkowym z wolimi oczami; od frontu centralnie portyk in antis z głównym wejściem poprzedzony schodami. We wnęce dwie kolumny doryckie podtrzymujące belkę z balkonem również z dwoma węższymi kolumnami.
  - oficyna mieszkalna (nr 39),
  - dom mieszkalny – dawna stajnia (nr 43),
  - brama wjazdowa filarowa;
- zespół folwarczny Ramułtowice Dolne: 
  - piekarnia – obecnie dom mieszkalny (nr 35),
  - oficyna mieszkalna (nr 36-38), obora, dwie stodoły[5].